# Nagyér
Nagyér je vas na Madžarskem, ki upravno spada pod podregijo Makói Županije Csongrád.